# قوة الأمن الداخلي القطرية (لخويا)

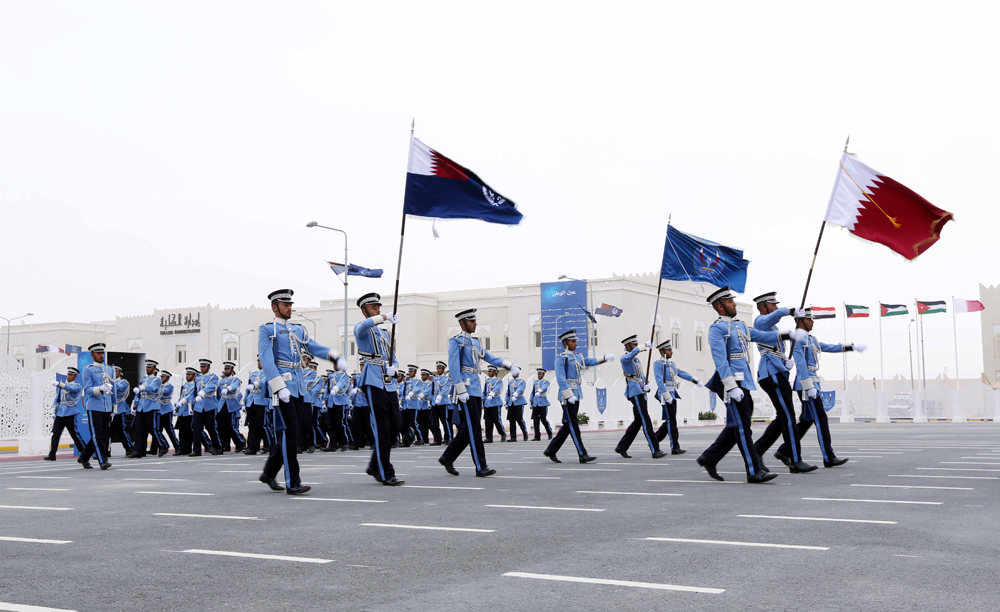
استعراض طلبة كلية الشرطة في قطر

لخويا أو الاخوياء هي قوة الأمن الداخلي القطرية، تأسست بمرسوم أميري في سنة 2003، وتقوم بأدوار أمنية متعددة للحفاظ على الأمن والاستقرار في البلاد. وهي أول قوة أمنية نظامية مسلحة وتتبع أمير البلاد مباشرة ومن اختصاصاتها التصدي للأعمال الإرهابية والأعمال المخلة بالأمن الداخلي لأعمال الشغب، وتفريق المظاهرات والتجمهر والمسيرات غير المشروعة وتأمين خط سير المواكب الرسمية للأمير وولي العهد وكبار الشخصيات وضيوف دولة قطر. ومن خلال لخويا، أصبحت قطر تمتلك درعا امنيا واقيا ضد كافة التهديدات الأمنية التي قد تتعرض إليها البلاد من خلال قوة امن داخلي معدة ومجهزة ومزودة بأحدث التقنيات لمواجهة مختلف التحديات الأمنية الجديدة في مجالات مكافحة الإرهاب والجرائم الدولية وتأمين الاحداث المحلية كالمؤتمرات والمهرجانات والبطولات الرياضية ومواجهة حالات اختطاف الطائرات والرهائن. والقائد الحالي للقوة هو خليفة بن حمد آل ثاني وزير الداخلية.
من المهام الأخرى للخويا، المشاركة في إدارة المرور والدوريات في تسهيل حركة السير في الشوارع وضبط الحركة المرورية وفك الاختناقات وثانياً المشاركة مع إدارة الدفاع المدني في اطفاء الحرائق وتأمين مواقع الحوادث والمساهمة في جهود الإنقاذ والبحث.

## المهام
وفي العام 2003 تم إنشاؤها بالمرسوم الأميري بقانون رقم (12) لسنة 2003. القوة الجديدة حدد القانون اختصاصاتها في الآتي:
- دعم ومساندة الأجهزة المختصة بالدولة في المحافظة على الأمن والاستقرار.
- التصدي للأعمال الإرهابية والاعمال المخلة بالأمن الداخلي.
- تأمين سلامة الشخصيات الهامة والقيادية وضيوف الدولة.
- تأمين خط سير المواكب الرسمية للأمير وولي العهد وكبار الشخصيات وضيوف الدولة.
- العمل والتنسيق مع الجهات المعنية في مكافحة جرائم التهريب والدخول غير المشروع والاعتداء على البيئة والمنشآت البحرية وتأمين السواحل والمياه الإقليمية والحدود.
- التصدي لأعمال الشغب، وتفريق المظاهرات والتجمهر والمسيرات غير المشروعة.
- تأمين المؤتمرات والاجتماعات وغيرها من الفعاليات بالتنسيق مع الجهات الأخرى.
- التعامل مع المواد المتفجرة واتخاذ كافة التدابير المناسبة للوقاية منها.
- اتخاذ الإجراءات الأمنية اللازمة للحفاظ على سلامة المواطنين والممتلكات وتأمين وحماية المنشآت العامة والمرافق الهامة بالدولة. بالإضافة إلى أي مهام أخرى يكلفها بها الأمير.

## القانون الاساسي
تم إصدار القانون الاساسي لقوات لخويا عام 2003. والمكون من ديباجة و15 مادة.